# スコーピオンシリーズ
『スコーピオンシリーズ』は、諸口正巳のライトノベル作品。ZIGZAG NOVELS（リーフ出版）から刊行。著者のデビュー作。
ソーマ、モーリ、キャメル、カトの4人を中心とした『スコーピオン』『アンタレス』『フェイスレス』の3作と、前日譚ともいえる『クロカマキリ 鋼の同胞』、外伝的な『合金ミニスケープ』の全5作品からなる。
『スコーピオン』は2013年に改稿して電子書籍として個人出版している。

## あらすじ
恐怖や恨みなど、人間の負のエネルギーを吸収して実体化したウワサや都市伝説を密かに抹殺する、<黒いコートの男>の伝説。彼らはスコーピオン。漆黒の甲殻と必殺の針を持つ毒蠍だ。全てのドアに通じる店『死者の糸』の女店主イシュタムから依頼を受け、黒衣の男達は今日も伝説を狩る。

## 主要登場人物
ソーマ
本名は相馬圭一（そうま けいいち）。初出時は大学受験直前の高校生（後に大学生）。黒いキャップを愛用。恋愛経験の無さをモーリ達からいつもからかわれている。武器である「針」はオートマチック型。
モーリ
本名は津嘉山猛吏（つかやま もうり）。とある組織の居候兼下働き。灰色のツンツン頭と耳を放射状に飾るピアス、一張羅の黒い革パンツ、胸を大きく横切る十字の傷跡が特徴。アメリカン・コミック好き。「針」はショットガン型。
キャメル
本名は宮園楽太（みやぞの がくた）。職業は自衛官、階級は二曹。一日に「キャメル」二箱を消費するヘビースモーカーで、呼び名はこれに由来する。既婚。“れい”という娘と“リサリサ”という飼い猫がいる。「針」はスナイパーライフル型。
カト
本名は加藤真太郎（かとう しんたろう）。職業は外資系企業に勤めるサラリーマン。都内のデザイナーズマンションに住んでおり、ブランド品の高級な眼鏡と高級スーツ姿が特徴。“イギー”というボストン・テリアを飼っている。「針」はリボルバー型。
ハガネ
次元を渡る「助っ人」。袖に白い三日月の縫い取りがある軍服に似た黒いコート、三日月の徽章のついた黒い軍帽。武器は日本刀。
イシュタム
スコーピオンたちの詰め所である「死者の糸」の店主。左目を赤い髪で隠した黒いカクテルドレスの女性。

## 作品リスト
発行日順
- スコーピオン（イラスト：山本ヤマト、2005年12月）ISBN 978-4434071935
- アンタレス（イラスト：山本ヤマト、2006年3月） ISBN 978-4434074578
- クロカマキリ 鋼の同胞 （イラスト：薗本真三、2006年4月） ISBN 978-4434076046
- フェイスレス（イラスト：山本ヤマト、2006年7月） ISBN 978-4434078804
- 合金ミニスケープ （イラスト：薗本真三、2007年4月） ISBN 978-4434103988